# Diplacina erigone
Diplacina erigone – gatunek ważki z rodziny ważkowatych (Libellulidae).